# Peter Widén
Peter Widén, född 2 juli 1967 i Växjö, är en svensk före detta friidrottare (stavhopp). Han tävlade för IFK Växjö. Han blev Stor grabb nummer 399 i friidrott år 1991.
Han var tidigare tränare åt stavhopparen Angelica Bengtsson.

## Främsta meriter
Peter Widén hade det svenska rekordet i stavhopp  1991 till 1995. Han tog att antal SM, både inom- och utomhus. Han deltog i ett antal EM och VM, både inne och ute. Deltog i OS 1992 i Barcelona. Som bäst var han rankad 7:a  i världen av Magazine track and field news 1991.

## Idrottskarriär

### Stavhopp
Under inomhussäsongen 1989 vann Peter Widén SM, på 5,50. Han delog även vid inne-EM i Den Haag där han kom nia. Utomhus vann han med 5,40 SM-guld. 
Även 1990 vann han inomhus-SM, denna gång på 5,35. Vid inne-EM i Glasgow misslyckades han (15:e utan resultat).
Inomhussäsongen 1991 innebar att Peter Widén vann ett tredje SM-guld, denna gång på 5,55. Utomhus 1991 (den 23 juli) förbättrade han Miro Zalars svenska rekord i stavhopp från 1986 (5,70), genom att i Karlskrona hoppa 5,71. Den 29 augusti i Tokyo kom han femma vid VM och förbättrade då rekordet ytterligare till 5,75. Rekordet stod sig till 1995 då Patrik Stenlund slog det med en cm. Detta år (1991) vann han SM för andra gången (på 5,55).
1992 var Widén med vid inomhus-EM i Genova och kom då femma. Detta år deltog han vid OS i Barcelona men kvalade inte in till finalen.
Vid VM i Stuttgart 1993 kom han tolva.
1994 tog Widén SM-guld för fjärde gången inomhus (5,43) och för tredje gången utomhus, nu på 5,52. Han deltog även vid inne-EM i Paris, men misslyckades att placera sig (13:e utan att ta någon höjd).
Vid VM i Göteborg 1995 deltog han men blev utslagen i stavkvalet.
Han tog sina sista SM-guld i stav 1996, dels inomhus på 5,58, dels utomhus på 5,47. Han var även med vid inne-EM i Stockholm och kom då fyra.
Vid VM i Athen 1997 deltog han men blev utslagen i stavkvalet.
Vid inne-EM i Valencia 1998 kom Peter Widén inte till final, utan slogs ut i kvalet.

### Övrigt
Peter Widén vann även SM i längdhopp år 1988.